# Gilbert de Greenlaw
Gilbert de Greenlaw est un prélat écossais né en 1354 et mort en 1421. Il est évêque d'Aberdeen de 1389 à sa mort.
Il joue également le rôle de chancelier du royaume sous le règne de Robert III. En 1402, il est pressenti pour devenir le nouvel évêque de St Andrews, mais le pape d'Avignon Benoît XIII annule son élection et nomme Henry de Lichton à sa place.